# Акмалдінова Олександра Миколаївна
Олекса́ндра Микола́ївна Акмалді́нова — кандидат філологічних наук, кавалер ордена княгині Ольги ІІІ ступеня, почесний працівник авіаційного транспорту України, завідувач кафедри іноземних мов за фахом Національного авіаційного університету.

## Біографія
Народилася Олександра Миколаївна 11 грудня 1940 року в м. Ленінграді (нині Санкт-Петербург) в сім'ї студентів випускного курсу Ленінградських вишів: мати— випускниця Військово-морської медичної академії, батько — Інституту фізкультури. В день, коли батьки отримали дипломи, почалася Велика Вітчизняна Війна. Взимку 1941 року її з матір'ю «дорогою життя» — Ладозьким озером— вивезли з блокадного Ленінграду. з 1943 року, після визволення м. Києва від нацистських загарбників, сім'я проживає в столиці України.
Після закінчення з відзнакою в 1962р. Київського державного педагогічного інституту іноземних мов впродовж 48 років працює в Національному авіаційному університеті (попередні назви: Київський інститут цивільного повітряного флоту, з 1994р.— Київський міжнародний університет цивільної авіації, з 2000 р.— Національний авіаційний університет, НАУ). Пройшла шлях від асистента, старшого викладача, доцента до завідувача кафедри, професора.
У 1978р. захистила кандидатську дисертацію за темою «Комунікативна сутність англійського дієслова» за спеціальністю «Германські мови».
У 1981р. одержала вчене звання доцент по кафедрі іноземних мов,
у 1992р.— звання професор по кафедрі іноземних мов.

## Наукові досягнення
Наукові дослідження пов'язані з проблемами методики викладання іноземної мови в технічному вищому навчальному закладі, вивченням особливостей організації та перекладу англійського науково-технічного тексту, специфіки авіаційної термінології та термінотворчості. Кафедра іноземних мов під її керівництвом проводить ефективну роботу з інтенсифікації навчання майбутніх авіаційних фахівців професійній іноземній мові; методичного забезпечення курсів, що викладаються; реалізації інноваційного проекту англомовної освіти в університеті: підготовки викладачів з англійської мови спеціальних кафедр університету, надання практичної допомоги в перекладі на англійську мову та редагуванні англомовних рукописів навчально-методичних посібників зі спеціальних дисциплін; виконання держбюджетних наукових досліджень; залучення молодих фахівців до роботи на кафедрі, підготовки викладачів найвищої кваліфікації, а також підвищення кваліфікації та стажування викладачів іноземних мов з інших навчальних закладів України. Вона є науковим керівником Центру Європейських мов при Інституті післядипломного навчання НАУ. За її ініціативи та безпосередньої участі створено курси іноземних мов для студентів і співробітників, які плідно працюють на основі самоокупності впродовж 25 років.

## Наукова робота
Автор і співавтор понад 250 науково-методичних публікацій. Серед них — 56 навчальних посібника, 17 з яких мають гриф МОН України та Міністерства цивільної авіації СРСР; наукові статті, у тому числі у зарубіжних виданнях; словники; довідники; практикуми. 

Основні опубліковані праці:

1. Акмалдінова О. М. Learn to Speak on Your Speciality / Учитесь говорить на языке специальности.— К.: УМК ВО, 1992.— 212 с.

2. Акмалдінова О. М., Бугайов О. Є., Карпенко М. В. English for Technical University Teachers.— К.: НАУ, 2005.— 250 с.

3. Акмалдінова О.М.Зубченко О. С., Кучерява Л. В. Professional English. Air Cargo Transportation (спецкурс). Навчальний посібник.— К.: «NAU-druk», 2010.— 296 с.

4. Акмалдінова О. М., Письменна О. О., Кіраль С.С. Ділова лексика. Англо-український, українсько-англійський словник.— К.: Видавничий центр «Академія», 2011. −296 с.

## Нагороди і почесні звання
Нагороджена орденом «КНЯГИНІ ОЛЬГИ» ІІІ ступеня (2003 р.),
медалями «в пам'ять 1500-річчя Києва» (1982 р.),
«Ветеран праці» (1985 р.),
нагрудними знаками Державного комітету СРСР з народної освіти «За відмінні успіхи в роботі. Вища школа СРСР» (1990 р.),
Державного департаменту авіатранспорту «Почесний працівник авіаційного транспорту України» (2003 р.),
Національного авіаційного університету «За сумлінну працю» (2005 р.).
Прізвище О.М. Акмалдінової включене до міжнародних довідників України («Хто є хто з термінологів».— Житомир: «АСА», 1998р.; «Імена України».— К.: Інститут гуманітарних досліджень, 2007р.; «Кияни. Біографічний словник».— К.: «Фенікс», 2004р.; «Жінки-вчені Києва».— К.: ДІА. Головне управління освіти і науки КМДА, 2003 р.), Великої Британії («Dictionary of International Biography», 28th ed.;— Cambridge: IBC, 2000) та США («International Who's Who of Professional and Business Women», 7th ed. Printed and bound in the USA: ABI, 2000).